# 薗部儀三郎
薗部儀三郎（日语：／ Gisaburo Sonobe，1911年11月6日—2024年3月31日），是一個千葉縣館山市的超級人瑞，2022年11月15日，中村茂過世後，成為日本當時在世最年長男性。也是最後1位生於明治時代的日本男性。
2023年7月16日，哥伦比亚的男性尤西比奧·金特羅·洛佩斯去世，薗部以111岁252天之齡成為在世第5順位年長男性。
2024年1月11日，哥倫比亞男性埃夫拉因·安東尼奧·里奧斯·加西亞過世，薗部以112歲66天之齡成為在世第四年長男性。逝世後，神奈川縣厚木市110歲的涌井富三郎成為日本最年長男性。